# Urbino

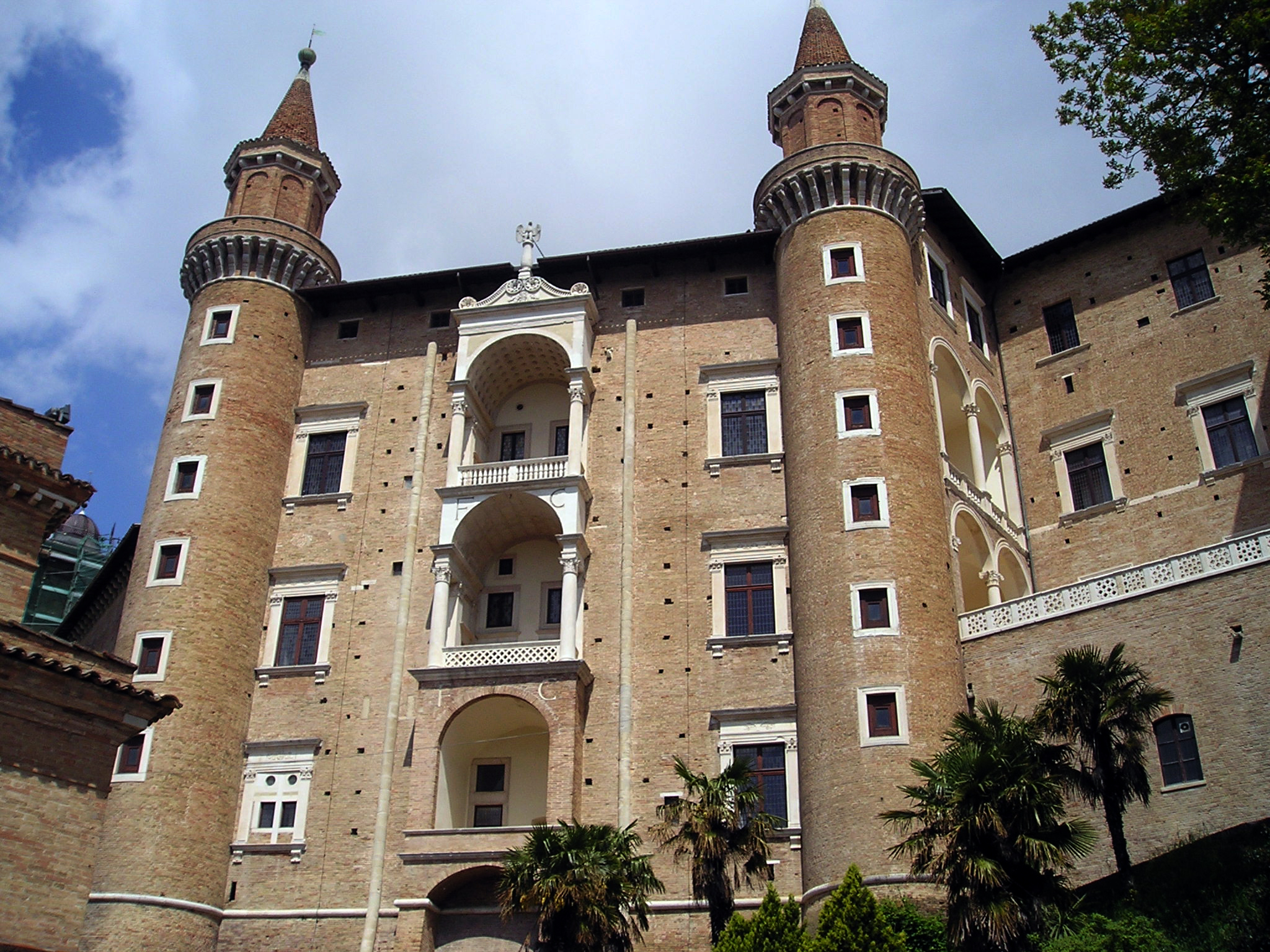
Cung điện Công tước

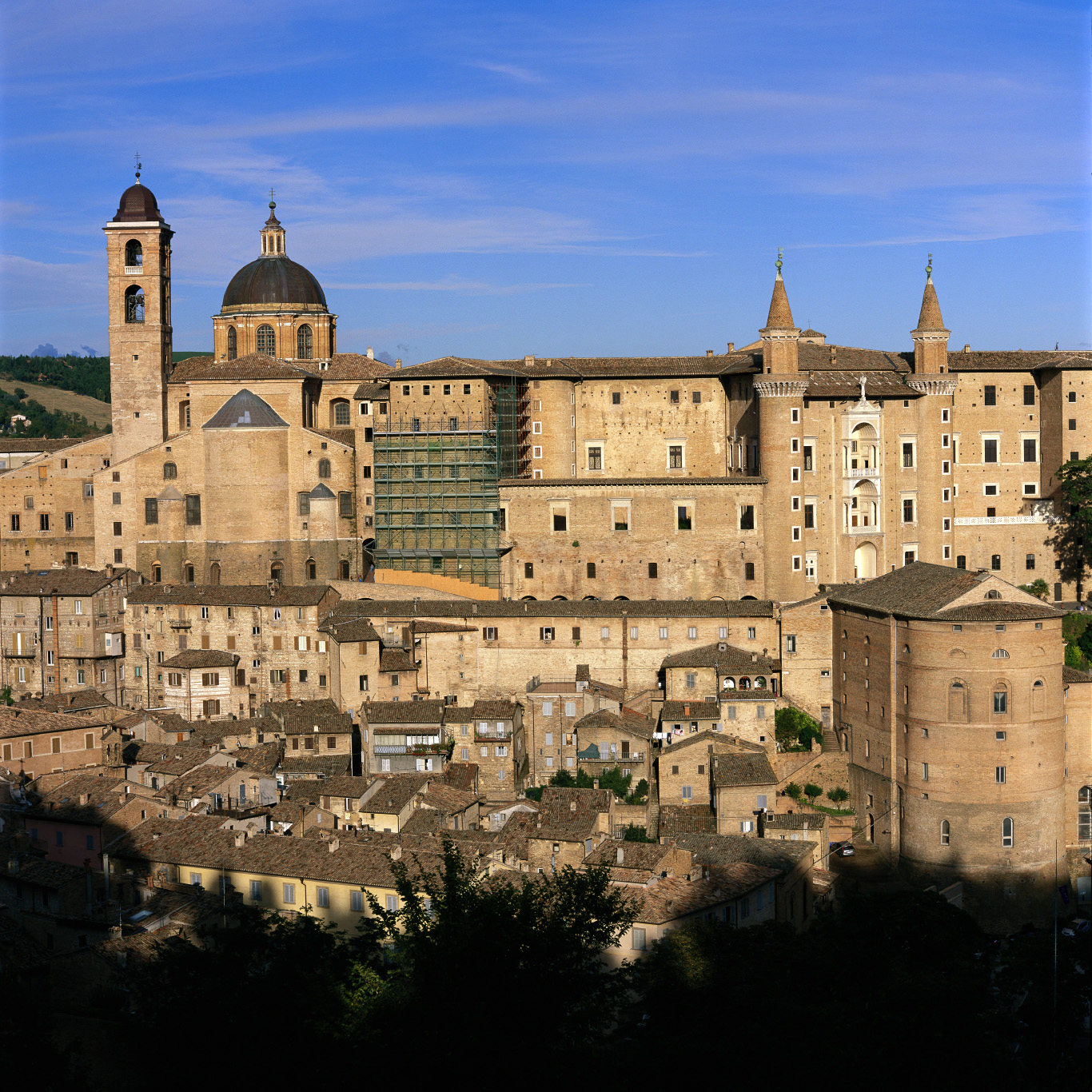
Hình ảnh Urbino

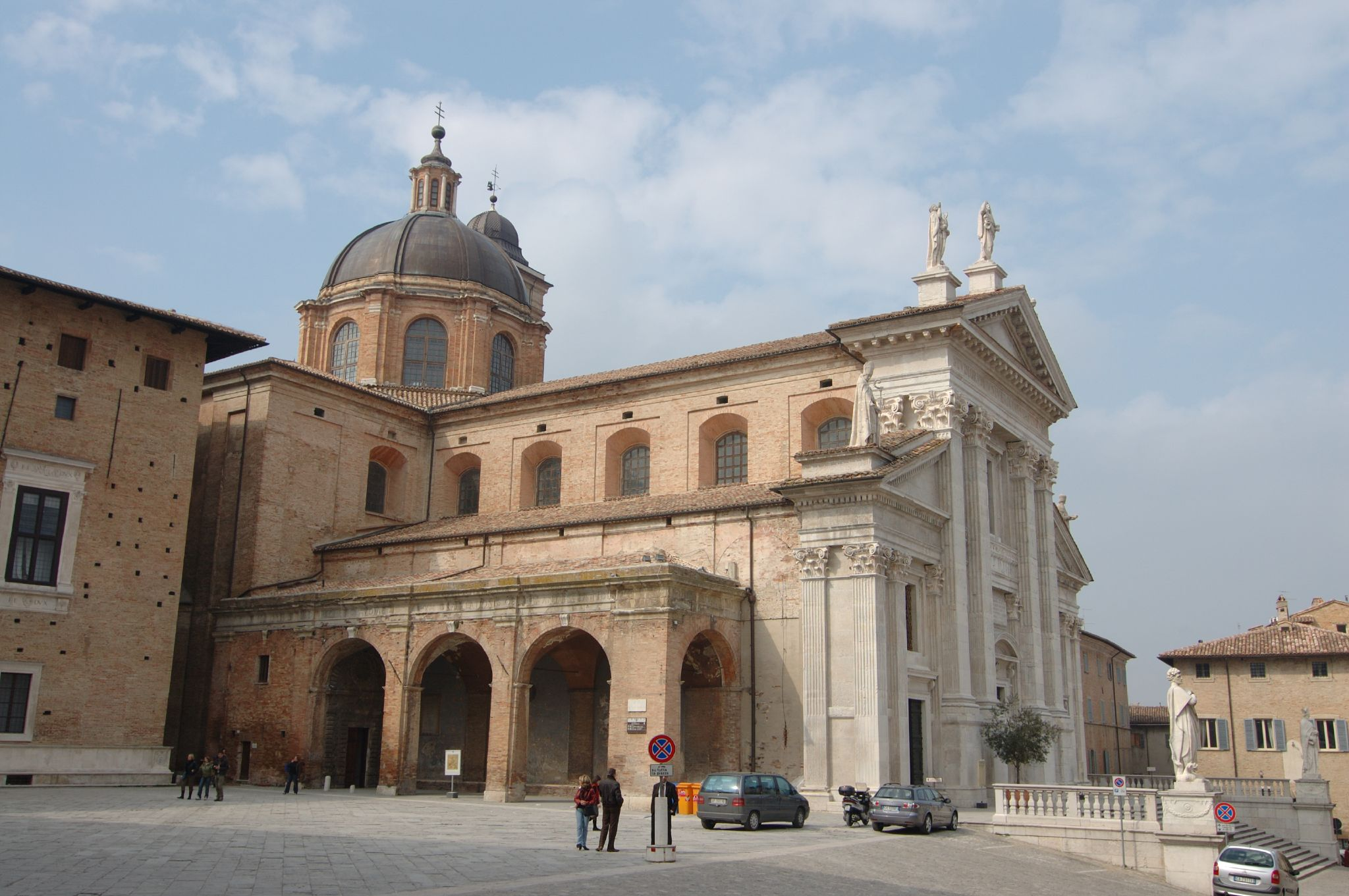
Duomo

Urbino (tiếng Ý: [urˈbiːno]; listenⓘ) là một thành phố ở vùng Marche của Ý, tây nam của Pesaro. Urbino còn là một di sản thế giới nổi tiếng nhờ kế thừa những công trình văn hóa lịch sử thời Phục hưng, dưới sự bảo trợ của Federico da Montefeltro, công tước Urbino từ 1444 tới 1482. Urbino có trường Đại học Urbino, thành lập năm 1506, và là nơi quản lý của Tổng giám mục Urbino. Công trình kiến trúc nổi tiếng nhất là Palazzo Ducale do Luciano Laurana phục dựng lại.